# 5. század
Az 5. század az időszámításunk szerinti 401–500 közötti éveket foglalja magába.

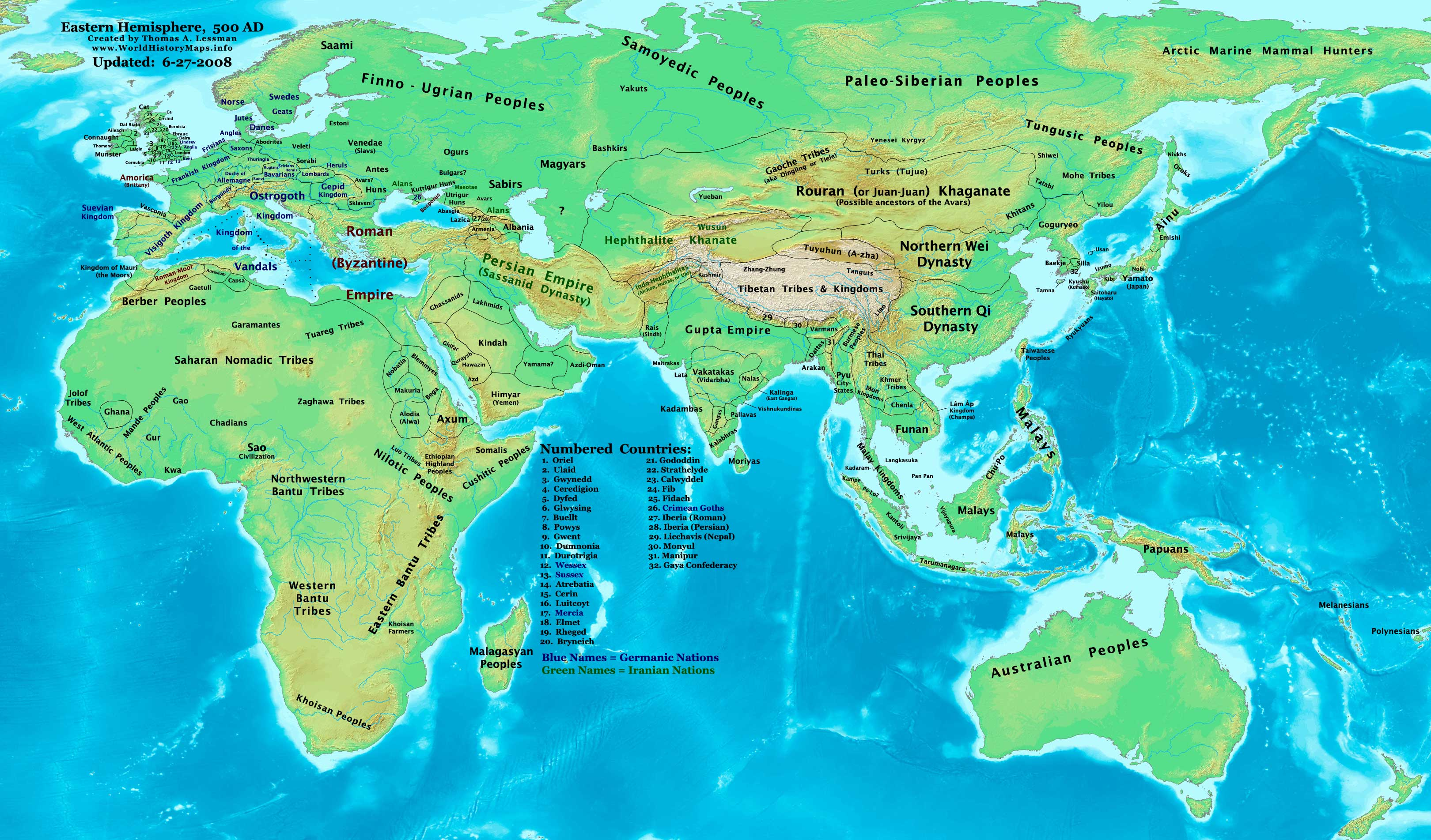
A világ keleti fele az 5. század végén (angol nyelvű)

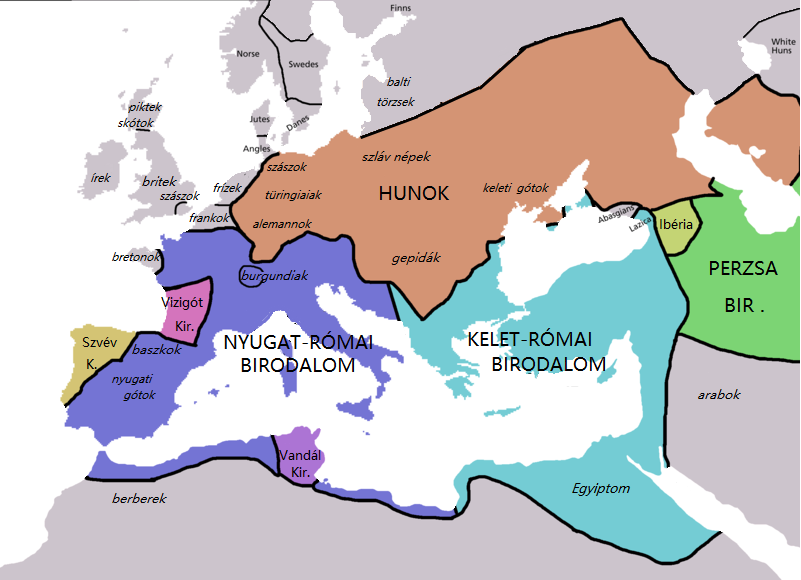
Európa 450 körül

A Nyugatrómai Birodalom 460 körül

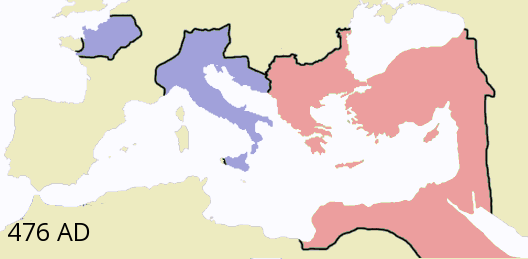
A Római Birodalom 476-ban

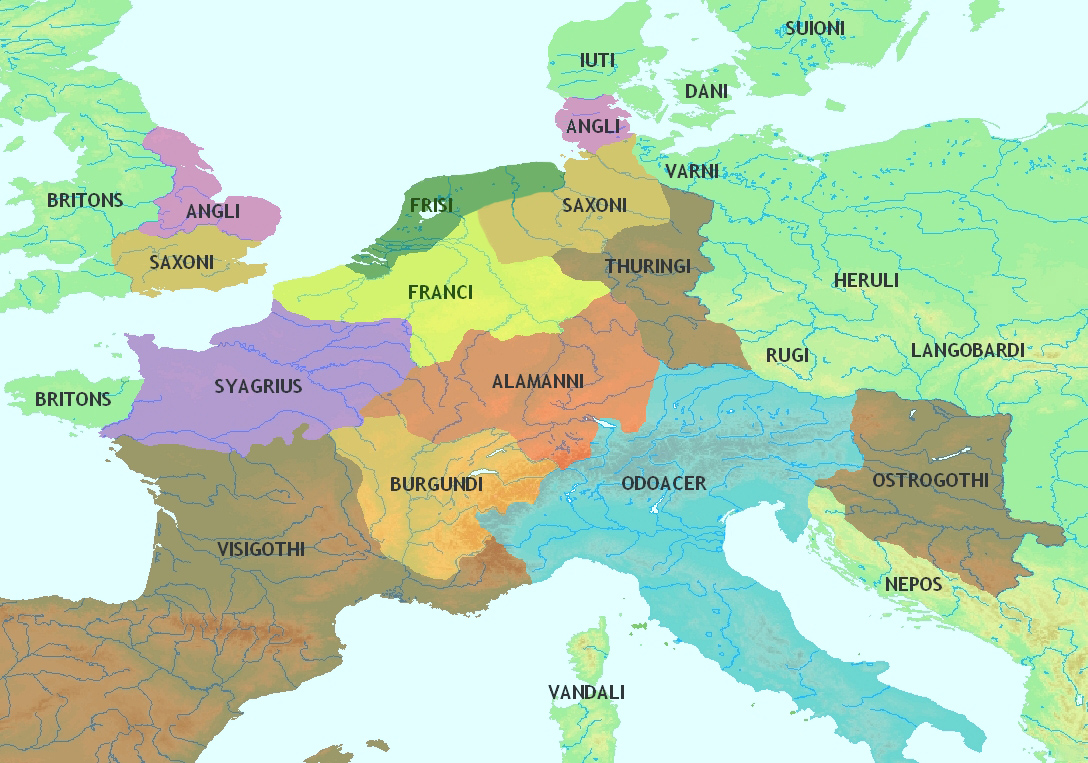
Európai etnikai térkép, 5. század

## Események

### Római-Birodalom és Európa
- Népvándorláskor

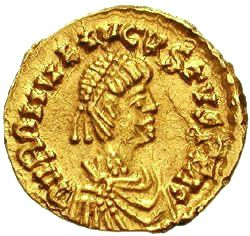
Romulus Augustulus, az utolsó nyugatrómai császár

- 401–405 – Egymást érik a germánok inváziói Itáliában. Stilicho római fővezér egyelőre visszaveri őket, de meggyilkolása után (408) a nyugat birodalom védtelen.
- 407-től – Vandálok és alánok tömegei kelnek át a Rajnán, és elözönlik Galliát, majd 409-ben Hispaniát, és letelepednek a tartomány déli részében, amely róluk kapja az Andalúzia nevet. A római közigazgatás felbomlik a nyugati tartományokban. Britanniából kivonják az utolsó légiókat, a provinciát a kelta britek szállják meg.
- 407–454 – Újabb bagauda mozgalom Galliában, amely átterjed Hispániára.
- 410 – A nyugati gótok Alarik vezetésével kifosztják Rómát
- 418 – A nyugati gótok Róma "szövetségeseiként" a mai Dél-Franciaországban telepednek le. 
  - Ugyanebben az időben alakul meg a burgundok első állama, a mai Worms környékén
- 408–450 – II. Theodosius bizánci császár. Székhelyét, Konstantinápolyt az akkori világ legnagyobb erődítményévé építi ki. Nevéhez fűződik a római jog első kodifikációja (Codex Theodosianus).
- 429 – A vandálok átkelnek Afrikába, elfoglalják Karthágót (439) és államot alapítanak
- 440 után – Angolszász letelepülés Britanniában
- 443 – A burgundok új királyságot alapítanak a Rhône völgyében.

- 434–453 – A hunok új vezére, Attila óriási birodalmat hoz létre, amely az Uráltól a Rajnáig terjed 
  - 451 – Attila hun-germán seregével Galliába tör, de Aëtius a catalaunumi csatában feltartóztatja
  - 452 – A hunok betörnek Itáliába. I. Leó pápának sikerül elérnie, hogy Attila nem fosztja ki Rómát
  - 453 - Attila meghal, a Hun Birodalom azonnal szétesik. A hunok a kelet-európai sztyeppére szorulnak vissza, többi területükön a germán népek osztozhatnak.

- 455 – A vandálok kifosztják Rómát
- 466–484 – Eurich, a nyugati gótok legjelentősebb uralkodója kiterjeszti uralmát a Pireneusi-félsziget nagy részére
- 476 – A Nyugatrómai Birodalom bukása, az ókor vége
- 489 – Nagy Theodorik, a keleti gótok királya népével a Balkánról Itáliába vonul, és Odoaker legyőzésével új államot alapít (493), amely egész Itáliára és Szicíliára kiterjed. Ravennai udvara a latin nyelvű, késő antik kultúra központja.
- 482–511: Klodvig frank király. A frank állam megalapítása. Klodvig egyesíti a frank törzseket, megszilárdítja a királyi hatalmat, legyőzi Syagrius római helytartót, és a Loire-ig terjeszkedik.

### Ázsia
- Az indiai Gupta Birodalom virágzása
- Nálanda tudásközpontjának alapítása Észak-Indiában
- 456 – A heftalita (fehér hun) birodalom megalakulása Közép-Ázsiában
- Japán: Kofun-kor.

### Afrika
- Afrikai és indonéz telepesek Madagaszkárra érkeznek

### Közép-Amerika
- A maja civilizáció klasszikus kora (300–950)
- 500 körül: Teotihuacan virágzása

## Kultúra, társadalom

### Kereszténység
- 431 - Epheszoszi zsinat – elítéli Nesztoriosz pátriárka tanítását.
  - A nesztoriánusok irányzata Ázsiában terjed
- 449 – II. epheszoszi zsinat (rablózsinat)
- 451 - Khalkédóni zsinat
- 482 – Hénótikon
  - 484 - Első egyházszakadás Róma és Konstantinápoly között

#### Buddhizmus
- Kínából átterjed Japánba a buddhizmus. (→ Buddhizmus Japánban)

## Híresebb emberek

### Uralkodó, hadvezér
- I. Alarik nyugati gót király (385-407), később II. Alarik nyugati gót király, a vizigótok királya (485-507)
- Attila, hun király
- Flavius Aëtius, az utolsó nagy római hadvezér
- Nagy Theodorik, keleti gót király

### Vallási személy
- I. Leó pápa
- Nesztoriosz pátriárka (→Asszír keleti egyház)
- Eutükhész (→Antikhalkédóni egyházak)
- Pelagius, teológus
- Hippói Szent Ágoston (Augustinus), püspök, teológus
- Szent Jeromos, egyházatya, bibliafordító
- Szent Patrik, hittérítő, az írek védőszentje

### Egyéb
- Cu Csung-cse kínai matematikus és csillagász
- Anianosz ókeresztény író

## Találmányok, felfedezések
- A kínaiak feltalálják a kengyelt.
- A nehézeke elterjedése a szlávoknál.
- Galliában fémből készítenek patkót.
- Az angolszász rúnaírás elterjedése Angliában.

## Évtizedek és évek
Megjegyzés: Az ötödik század előtti és utáni évek dőlt betűvel írva.
| 390-es évek | 390 | 391 | 392 | 393 | 394 | 395 | 396 | 397 | 398 | 399 |
| 400-as évek | 400 | 401 | 402 | 403 | 404 | 405 | 406 | 407 | 408 | 409 |
| 410-es évek | 410 | 411 | 412 | 413 | 414 | 415 | 416 | 417 | 418 | 419 |
| 420-as évek | 420 | 421 | 422 | 423 | 424 | 425 | 426 | 427 | 428 | 429 |
| 430-as évek | 430 | 431 | 432 | 433 | 434 | 435 | 436 | 437 | 438 | 439 |
| 440-es évek | 440 | 441 | 442 | 443 | 444 | 445 | 446 | 447 | 448 | 449 |
| 450-es évek | 450 | 451 | 452 | 453 | 454 | 455 | 456 | 457 | 458 | 459 |
| 460-as évek | 460 | 461 | 462 | 463 | 464 | 465 | 466 | 467 | 468 | 469 |
| 470-es évek | 470 | 471 | 472 | 473 | 474 | 475 | 476 | 477 | 478 | 479 |
| 480-as évek | 480 | 481 | 482 | 483 | 484 | 485 | 486 | 487 | 488 | 489 |
| 490-es évek | 490 | 491 | 492 | 493 | 494 | 495 | 496 | 497 | 498 | 499 |
| 500-as évek | 500 | 501 | 502 | 503 | 704 | 505 | 506 | 507 | 508 | 509 |